# Довляды (Наровлянский район)
Довляды́ (бел. Даўляды) — упразднённая деревня в Вербовичском сельсовете Наровлянского района Гомельской области Беларуси.
В связи с радиационным загрязнением после катастрофы на Чернобыльской АЭС жители (183 семьи) переселены в 1986 году в чистые места, преимущественно в деревню Перетрутовский Воротын Калинковичского района. С июля 1988 года находится в составе Полесского государственного радиационно-экологического заповедника.
В Наровлянском историко-этнографическом музее размещена  диорама панорамы отселенной деревни Довляды.

## География

### Расположение
На территории Полесского радиационно-экологического заповедника.
В 52 км на юго-восток от Наровли, 65 км от железнодорожной станции Ельск (на линии Калинковичи — Овруч), 160 км от Гомеля.

### Гидрография
На востоке пойма и река Припять (приток реки Днепр).

## Транспортная сеть
Автодорога связывает деревню с Хойниками. Планировка радиальная — от центра в разные стороны отходят короткие улицы. На северо-западе короткая дугообразная улица. Застройка двусторонняя, деревянная, усадебного типа.

## История
Обнаруженные археологами остовы стоянки бронзового века и поселение железного века и более позднего времени (в 1,5 км на север от деревни) свидетельствуют о деятельности человека в этих местах с давних времён. По письменным источникам известна с XVII века как деревня в Мозырском повете Минского воеводства Великого княжества Литовского. В 1648-51 годах около деревни происходили столкновения хоругвей ВКЛ с повстанческими отрядами.
После 2-го раздела Речи Посполитой (1793 год) в составе Российской империи. В 1834 году во владении дворянина Горватта. С 1897 года действовала паромная переправа и смоловарня. В 1908 году пристань на Припяти, в Дерновичской волости Речицкого уезда Минской губернии.
С 20 августа 1924 года по 1927 год центр Довлядовского сельсовета Наровлянского, с 25 декабря 1962 года Ельского, с 6 января 1965 года Наровлянского района Мозырского (до 26 июля 1930 года и с 21 июня 1935 года по 20 февраля 1938 года) округа, с 20 февраля 1938 года Полесской, с 8 января 1954 года Гомельской областей.
В 1929 году организован колхоз, работала школа, почтовое отделение. Во время Великой Отечественной войны немецкие оккупанты убили 28 жителей. В боях за деревню в ноябре 1943 года погибли 10 советских солдат (похоронены в братской могиле в центре деревни). Освобождена 30 ноября 1943 года. На фронте погибли 70 жителей. В 1986 году была центром совхоза «Припять». Размещались 8-летняя школа, Дом культуры, библиотека, фельдшерско-акушерский пункт, отделение связи, швейная мастерская, магазин.

## Население

### Численность
- 1986 год — жители (183 семьи) переселены.

### Динамика
- 1834 год — 64 двора.
- 1908 год — 74 двора, 544 жителя.
- 1959 год — 498 жителей (согласно переписи).
- 1986 год — 183 двора, 474 жителя.
- 1986 год — жители (183 семьи) переселены.

## Достопримечательность
- Стоянка бронзового века и селище железного века в 1,5 км на север от деревни.